# Swiss-German-Dixie-Corporation
Die Swiss-German-Dixie-Corporation (SGDC) ist eine unter diesem Namen seit 1978 bestehende schweizerisch-deutsche Jazz-Band.
Die Formation nahm insgesamt sechs Alben auf. Dani Felber’s Big Band feierte das 25-jährige Bandjubiläum mit Radiomoderator Max Wirz († 2016) als MC, wobei sie auch Aufnahmen von Glenn Miller spielten. Felber spielte auch schon als Gastsolist bei der Formation. Unter anderem war die Swiss-German-Dixie-Corporation beim 11. World Band Festival Luzern zu sehen.
Bandleader, Klarinettist und Saxophonist ist der aus Deutschland stammende und in die Schweiz eingebürgerte, auch als Kunstmaler aktive Kurt Lauer aus Kreuzlingen. Deutsche Bandmitglieder sind der Trompeter Roland Wohlhüter alias «Don Rolando» und der Banjospieler und Sänger Walter Vocke, beide pensionierte Lehrer. Am Schlagzeug sitzt der auch in anderen Schweizer Bands aktive Jazz-Schlagzeuger Flavio Ferrari. Sousaphonist Albert Gabriel alias „Don Alberto“  und Posaunist Daniel Kobler sind die neuesten Bandmitglieder der Band.
Alle sechs Bandmitglieder erhielten vor der Jahrtausendwende die Ehrenbürgerschaft der Stadt New Orleans.

## Diskografie
- 1991: I (Album; PIM Records)[8]
- 1992: II (Album; PIM Records)[9]
- 1994: III (Album; PIM Records/SUISA)[10]
- 1998: IV – Happy Birthday! (Album)
- 2003: No. 5 – all over the world – 25 Jahre – Jubilée (Album; Chaos (Bauer Studios, Ludwigsburg))[11][12]
- 2015: … die 6. [live im Milchwerk Radolfzell] (Album; Ladwig Jazz Records (Uwe Ladwig[13], Wahlwies))